# Luisa Bongrani
Luisa Bongrani (Ancona, 9 settembre 1939 – Roma, 14 febbraio 2024) è stata un'egittologa e archeologa italiana docente di Antichità Nubiane all'Università degli Studi di Roma "La Sapienza". Fu la prima docente universitaria ad avere la cattedra di Antichità Nubiane in Europa. Ha ricoperto un ruolo di rilievo nelle missioni archeologiche italiane in Egitto nella seconda metà del Novecento..

## Biografia
Luisa Bongrani Fanfoni si laureò con Giuseppe Botti all'Università di Roma “La Sapienza” nel 1961 e, dal settembre dello stesso anno, partecipò alla Campagna UNESCO per il salvataggio dei Monumenti della Nubia.
Dal 1961 al 1964 ha fatto parte, per l’Istituto di Studi del vicino Oriente dell’Università di Roma, delle missioni della Soprintendenza alle antichità Egizie di Torino, a Dehmit, Kalabsha e Korosko. Nello stesso periodo ha affiancato il direttore dell’Istituto Italiano di Cultura del Cairo, prof.ssa Carla M. Burri, nelle ispezioni di coordinamento del Salvataggio dei monumenti della Nubia.
Nel 1966, ha partecipato alle campagne di scavo dell’Università di Roma “La Sapienza” nella Missione archeologica ad Antinoee dal 1968 è stata assistente ordinario della Cattedra di Egittologia dell’Università di Roma “La Sapienza”. Infine, dal 1985 è stata assunta nello stesso ateneo per la titolarità della Cattedra di Antichità Nubiane: la prima e unica Cattedra specialistica del settore in Italia e in Europa.

### Antichità Nubiane

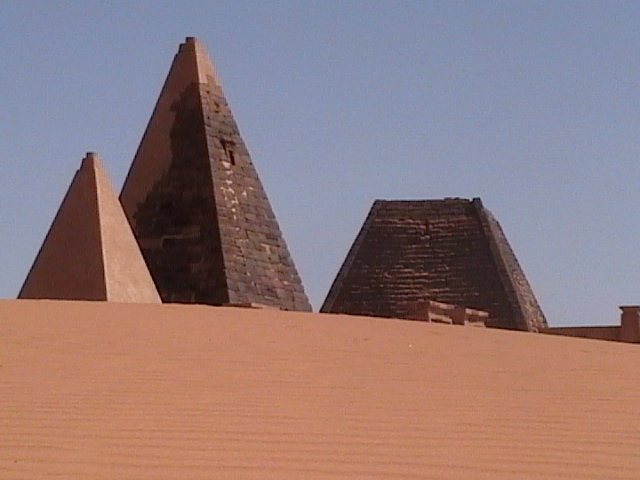
Le piramidi nubiane, di cui Luisa Bongrani è stata profonda studiosa

Pioniera in Italia il suo interesse per la Nubia, generato dalla Campagna UNESCO 1960-1980 ritenuta la più grande impresa nel campo dei beni culturali, ha evidenziato la necessità accademica della definizione dei contenuti di base della disciplina, ormai ampliata nelle ricerche antropologiche, storiche, linguistiche e archeologiche e quindi anche dell’area territoriale, storica e culturale, afferente alla assunta denominazione di Nubiologia.
Le "Antichità Nubiane" hanno fatto parte della Scuola di Specializzazione in Archeologia Orientale e del Corso di Perfezionamento in Storia delle Religioni nell’Università di Roma “La Sapienza”. La Bongrani nel 1985-1987 ha anche coperto per affidamento il corso di Egittologia presso l'Università di Roma "La Sapienza" e, nel 1987-1988 per supplenza, il corso di "Lingua e letteratura copta" presso l'Istituto Orientale di Napoli.
In tale ambito, la Bongrani ha promosso, nel 1998, l’Associazione “Gruppo Italiano di Studi Nubiani” che, finalizzata al campo di ricerche internazionali del settore, ha svolto in "Le Giornate di Studi Nubiani" la diffusione delle relative ricerche ormai in ampliamento oltre la già vasta area storicamente estesa tra l’Egitto e il Sudan.
Tra il 1991 e il 1993 ha diretto tre campagne di prospezione archeologica della Missione Archeologica nel Deserto Orientale Egiziano dell'Università di Roma "La Sapienza" nella zona del Gebel Abu Qweh e dei widan circostanti.
La Nubiologia e lo studio del suo dominio identificativo, sono stati infine culturalmente e socialmente rivendicati nel “50th Anniversary of the International Campaign to Save the Monuments of Nubia” presso il Museo della Nubia ad Assuan. Nel convegno, organizzato sotto l’egida dell’UNESCO, la Bongrani è stata premiata dalle autorità Egiziane e Sudanesi, assieme a tutti i partecipanti alla Campagna di salvataggio della Nubia con la medaglia degli “heroes of Nubia”. La pubblicazione degli atti è infine avvenuta nel 2024 ad opera della dott.ssa Costanza De Simone già afferente al corso della cattedra di Antichità Nubiane.

### Centro Italo-Egiziano per il Restauro e l'Archeologia
La Bongrani è stata co-fondatore del "Centro di Formazione Professionale al Restauro” (CFPR) e vice direttore del "Centro Italo-Egiziano per il Restauro e l'Archeologia" (CIERA), per il quale ha avviato tra il 1991 e il 1992 la campagna di rilevamento dei monumenti faraonici reimpiegati nei monumenti islamici del Cairo. Dal 1995 ha diretto lo scavo archeologico all'interno del Mausoleo e dell'iwan della madrasa di Sunqur Sa'di al Cairo, nell'ambito delle attività promosse dalla Direzione per la Cooperazione allo Sviluppo del MAE italiano. In Egitto, ha tra l'altro contribuito al Progetto di restauro della Grande Sfinge di Giza.
Luisa Bongrani si è spenta a 84 anni, dopo lunga malattia, il 14 febbraio 2024. Le sue pubblicazioni scientifiche sono diffuse nelle più importanti biblioteche italiane e straniere.

## Opere
- Ay, Tutankhamen e Mutnedjemet, Editore Giardini, Pisa,1980 OCLC 80407001
- Atlante storico del vicino oriente antico / 6, Egitto. Fasc. 5, Medio Regno,(a cura di M. Liverani, L. Milano, A. Palmieri), Herder, Roma, 1986 OCLC 315287576[48]
- Nubia. Elementi di geografia storica, EUROMA, 1991 OCLC 956077390
- La Nubia nei documenti egiziani dall’Antico Regno al Primo Intermediario, EUROMA 1991 OCLC 1508144834
- Appunti di lingua meroitica, lessico a cura di Eugenio Fantusati, Centro per le Relazioni italo-arabe, Roma, 1996 OCLC 35717609
- La religione dell'antico Egitto, coautrice Silvia Maria Chiodi, Rusconi 1994 ISBN 9788818880427

### Pubblicazioni
- L’Egitto. In: AA. VV., Nuove questioni di Storia Antica, Milano (1964), pp. 91-122.[49]
- Documenti achemenidi nel deserto egiziano (Gebel Abu Queh- Wadi Hammamat). In: “Transeuphratène”, 8 (1994), pp. 75-81.[31]
- Myos Hormos nel <Periplus Maris Erythraei>. In: “Aegyptus”, 77, 1-2; (1997) pp. 53-9[50].
- La riscoperta delle culture di Nubia in "AFRICA". da: Atti della Seconda Giornata di Studi Nubiani 16, giugno, (2005), pp. 516-520[22].
- Ideologie e politiche territoriali di Roma e Meroe: dallo scontro alla convergenza sinergica. In: Roma 2008- International Congress of classical Archaeology Meetings between Cultures in the ancient Mediterranean. Bollettino di Archeologia on line (2010), Volume speciale A/A11/2.[20].